# ز
La zāī o zāy (en árabe ﺯﺍﻱ, zāī [zaːj]) es la undécima letra del alfabeto árabe. Representa una fricativa alveolar sonora /z/. En la numeración abyad tiene el valor de 7.
Es una letra solar. Toma una forma idéntica a rā diferenciada solo por el punto superior que se le añade, pero no es una letra derivada sino que ambas tienen un origen diferente que convergió en la misma forma, un caso similar al de gīm (ج) y ḥāʼ (ح).

## Derivadas

### Zhe persa
Entre las cuatro letras que los persas añadieron al alfabeto árabe para poder hacer una escritura adaptada a su idioma aparece la zhe. Este sonido representa la J francesa, como en jour. Ha de notarse que la letra ǧīm (ج) ya representa ese sonido en el Árabe magrebí; no obstante en persa ǧīm (ج) representa el sonido /dʒ/, igual que en el árabe del Golfo,